# Cyriopagopus paganus
Cyriopagopus paganus är en spindelart som beskrevs av Simon 1887. Cyriopagopus paganus ingår i släktet Cyriopagopus och familjen fågelspindlar.
Artens utbredningsområde är Myanmar. Inga underarter finns listade i Catalogue of Life.